# Felix Cavaliere
Felix Cavaliere (29 de noviembre de 1944) es un cantante, compositor, productor discográfico y músico estadounidense.

## Biografía
Cavaliere nació en el seno de una familia italoamericana en Pelham, Nueva York, Estados Unidos, el 29 de noviembre de 1944. A una edad temprana, estudió piano a instancias de su madre desde los 6 años hasta su muerte, cuando tenía 14 años. Se unió a The Stereos, y pasó a formar The Escorts, mientras asistía a la universidad. Más tarde produjo discos de otros artistas como Laura Nyro y Jimmie Spheeris.
Aunque fue miembro de Joey Dee and the Starliters, más conocido por su éxito "Peppermint Twist", es más conocido por su asociación con The Young Rascals durante la década de 1960. Los otros miembros de The Rascals eran Eddie Brigati, Dino Danelli y Gene Cornish. Cavaliere cantó en seis de sus exitosos sencillos y tocó el órgano Hammond B-3.
Después de un par de trabajos en solitario, Cavaliere grabó bajo el nombre de la banda Treasure y lanzó un álbum autotitulado de estilo AOR en 1977 que contó con el futuro miembro de Kiss Vinnie Vincent en la guitarra. Cavaliere tuvo un éxito en solitario con "Only a Lonely Heart Sees" (1980), que alcanzó el número 36 en la lista Billboard Hot 100 y el número 2 en la lista Adult Contemporary. Cavaliere y su antiguo compañero de banda en los Rascals, Dino Danelli, se unieron a Steve Van Zandt para grabar el álbum de Little Steven and the Disciples of Soul, Men Without Women (1982). Sin embargo, Cavaliere lo niega rotundamente y afirma que nunca fue miembro de la banda de Little Steven.
Grabó Dreams in Motion en 1994, producido por Don Was. Durante 1995, Cavaliere fue miembro de gira de la tercera All-Starr Band de Ringo Starr. Se puede ver a Cavaliere tocando el teclado en el vídeo oficial de "Hey Girl" de Billy Joel, una versión de la canción de Carole King, grabada por Billy Joel en 1997 para añadirla a su recopilación Greatest Hits Volume III. El tema se publicó como sencillo, pero Cavaliere no tocó en la grabación.
El 15 de octubre de 2006, incluyó a Vanilla Fudge en el Salón de la Fama de la Música de Long Island. En 2008, grabó un álbum con Steve Cropper, Nudge it Up a Notch, que se publicó el 29 de julio de 2008. Continúa haciendo giras como Felix Cavaliere's Rascals, y el 18 de junio de 2009, Cavaliere, junto con su antiguo compañero Eddie Brigati, fue incluido en el Songwriters Hall of Fame. El 24 de abril de 2010, los cuatro miembros de The Rascals se reunieron para la gala benéfica de Kristen Ann Carr, que se celebró en el Tribeca Grill de Nueva York.
Cavaliere se reunió con sus compañeros de banda cuando los Rascals aparecieron en el Capitol Theater de Port Chester, Nueva York, para seis espectáculos en diciembre de 2012 y para quince fechas en el Richard Rodgers Theatre de Broadway (del 15 de abril al 5 de mayo de 2013). Su actual producción, titulada "Once Upon A Dream", está actualmente de gira por Norteamérica (Toronto, Los Ángeles, Phoenix, Chicago, Detroit, Rochester y Nueva York). Está producida por Steven Van Zandt, fanático de los Rascals desde hace mucho tiempo, y su esposa Maureen.
En 2014, Cavaliere fue incluido en el Salón de la Fama de Hammond.
Apareció con Billy Joel en el Madison Square Garden el 28 de mayo de 2015.
En 2017 y 2018, Cavaliere fue portavoz en un infomercial de televisión para la colección de CDs Time Life The 60s Music.
Cavaliere fue incluido en el Salón de la Fama y Museo de los Músicos en 2019.

## Vida personal
Cavaliere estuvo casado con Mary Theresa (Thompson) Cavaliere durante aproximadamente 30 años y tuvo tres hijas con ella. También tiene cuatro nietos. Vive en Nashville, TN, con su actual esposa Donna Lewis.